# 并封
并封是中国传说的怪猪，生活在巫咸国东边,它的形状像猪,但是前后都有头,黑色。

## 描述形象
记载于《山海经·海经·海外西经》。大荒西经又作屏逢(蓬) ,皆一物。袁注:闻一多《伏羲考》谓并封、屏蓬本字当作“并逢” ,并与逢俱有合义,乃兽相合之相也,其说甚是。
推而言之,蛇之两头,鸟之两首者,亦均并封、屏蓬之类,神话化为异形之物矣。郭注:并封是两头猪的图腾干尸像。清光绪石印本《点石斋画报》也有有兩个頭的豬，在水木茂的《中国妖怪事典》亦记作并封。

## 参看
- 中国妖怪列表